# Kodeks 0161
Kodeks 0161 (Gregory-Aland no. 0161), ε 019 (von Soden)) – grecki kodeks uncjalny Nowego Testamentu na pergaminie, paleograficznie datowany na VIII wiek. Rękopis przechowywany jest w Berlinie.

## Opis
Do dziś zachowała się jedna karta kodeksu (9,1 na 6,5 cm) z tekstem Ewangelii Mateusza (26,25-26.34-36). Jest palimpsestem, tekst górny jest w języku greckim. Kodeksw został połączony z minuskułem 1419.
Tekst pisany jest dwoma kolumnami na stronę, w 37 linijkach w kolumnie.

## Tekst
Tekst kodeksu reprezentuje mieszaną tradycję tekstualną. Kurt Aland zaklasyfikował go do kategorii III.

## Historia
Kodeks datowany jest na VIII wiek.
Rękopis jest przechowywany w Greckiej Bibliotece Narodowej (139, ff. 245-246), w Atenach.